# Belmont-lès-Darney
Belmont-lès-Darney és un municipi francès, situat al departament dels Vosges i a la regió del Gran Est. L'any 2007 tenia 121 habitants.

## Demografia

### Població
El 2007 la població de fet de Belmont-lès-Darney era de 121 persones. Hi havia 52 famílies, de les quals 12 eren unipersonals (4 homes vivint sols i 8 dones vivint soles), 16 parelles sense fills, 20 parelles amb fills i 4 famílies monoparentals amb fills.
La població ha evolucionat segons el següent gràfic:
Habitants censats

### Habitatges
El 2007 hi havia 55 habitatges, 49 eren l'habitatge principal de la família, 5 eren segones residències i 1 estava desocupat. 53 eren cases i 2 eren apartaments. Dels 49 habitatges principals, 43 estaven ocupats pels seus propietaris, 5 estaven llogats i ocupats pels llogaters i 1 estava cedit a títol gratuït; 4 tenien dues cambres, 3 en tenien tres, 12 en tenien quatre i 30 en tenien cinc o més. 39 habitatges disposaven pel capbaix d'una plaça de pàrquing. A 17 habitatges hi havia un automòbil i a 27 n'hi havia dos o més.

### Piràmide de població
La piràmide de població per edats i sexe el 2009 era:
| Homes | Edats   | Dones |
| ----- | ------- | ----- |
| 0     | 95 o +  | 0     |
| 0     | 90 a 94 | 0     |
| 0     | 85 a 89 | 4     |
| 0     | 80 a 84 | 0     |
| 0     | 75 a 79 | 4     |
| 0     | 70 a 74 | 8     |
| 4     | 65 a 69 | 0     |
| 8     | 60 a 64 | 0     |
| 8     | 55 a 59 | 4     |
| 4     | 50 a 54 | 8     |
| 4     | 45 a 49 | 0     |
| 4     | 40 a 44 | 8     |
| 4     | 35 a 39 | 0     |
| 0     | 30 a 34 | 0     |
| 4     | 25 a 29 | 4     |
| 4     | 20 a 24 | 4     |
| 0     | 15 a 19 | 16    |
| 12    | 10 a 14 | 0     |
| 0     | 5 a 9   | 0     |
| 0     | 0 a 4   | 0     |

## Economia
El 2007 la població en edat de treballar era de 72 persones, 54 eren actives i 18 eren inactives. De les 54 persones actives 53 estaven ocupades (29 homes i 24 dones) i 1 aturada (1 dona i 1 dona). De les 18 persones inactives 7 estaven jubilades, 4 estaven estudiant i 7 estaven classificades com a «altres inactius».
Activitats econòmiques
Dels 2 establiments que hi havia el 2007, 1 era d'una empresa de construcció i 1 d'una empresa de serveis.
Dels 2 establiments de servei als particulars que hi havia el 2009, 1 era un paleta i 1 veterinari.
L'any 2000 a Belmont-lès-Darney hi havia 4 explotacions agrícoles.

## Poblacions més properes
El següent diagrama mostra les poblacions més properes.